# Bergenia
Bergenia là một chi thực vật có hoa trong họ Saxifragaceae.